# Pnigalio boharti
Pnigalio boharti är en stekelart som beskrevs av Yoshimoto 1983. Pnigalio boharti ingår i släktet Pnigalio och familjen finglanssteklar. Inga underarter finns listade i Catalogue of Life.